# サーニャ・リチャーズ＝ロス
サーニャ・リチャーズ＝ロス（Sanya Richards-Ross、1985年2月26日 - ）は、アメリカ合衆国の陸上競技選手。2004年アテネ、2008年北京オリンピックの金メダリストである。ジャマイカ出身。

## 経歴
リチャーズは、400mを得意とするアメリカの女子短距離選手である。12歳のときにジャマイカからアメリカに移住。フロリダ州のフォートローダーデールハイスクール在学時は陸上競技だけではなくバスケットボールの選手としても活躍していた。2002年5月にアメリカの市民権を取得。2003年のパリで開催された世界選手権では、アメリカ代表として4×400mリレーで金メダルを獲得した。
翌年の2004年のアテネオリンピックでも400mと4×400mリレーに出場。400mでは6位にとどまったものの、ディーディー・トロッター、モニーク・ヘンダーソン、モニーク・ヘンナガンと組んで出場したリレーでは金メダルを獲得。さらに2005年のヘルシンキの世界選手権では400mの個人種目で銀メダルを獲得した。
リチャーズは、2006年にテキサス大学オースティン校を卒業。同年は、IAAFゴールデンリーグの400mで6戦全勝を果たし、ジェレミー・ウォリナー、アサファ・パウエルとともに、25万ドルを獲得した。また400mで、バレリー・ブリスコ・フックスが1984年ロサンゼルスオリンピックのときに樹立した48秒83のアメリカ記録を22年ぶりに更新する48秒70をマーク、この年のアスリートオブ・ザ・イヤーに輝いた。
2007年の大阪で開催された世界選手権では、病気のため得意の400mで代表落ちとなったが、4×400mリレーで金メダルを獲得。
2008年北京オリンピックでは、400mの優勝候補最右翼として臨み、予選、準決勝ともトップのタイムで決勝進出を果たしたが、決勝では前半から積極的にレースを引っ張ったものの、最後の直線でイギリスのクリスティーン・オールグー、ジャマイカのシェリカ・ウィリアムズに追い抜かれ銅メダルに終わった。しかし、4×400mリレーでは、メアリー・ワインバーグ、アリソン・フェリックス、モニーク・ヘンダーソンとともにロシア、ジャマイカらをおさえ、リチャーズは2大会連続の金メダルを手にした。2009年ベルリン世界選手権では400mと4×400mリレーの2種目で優勝した。
リチャーズは、2007年に大学の先輩で2003年から付き合っていたNFLニューヨーク・ジャイアンツのアーロン・ロスと婚約した。2010年2月に結婚式を行った。
2009年には、2度目となるアスリートオブ・ザ・イヤーに輝いた。
2012年のロンドンオリンピックでも400mで49秒55の成績で金メダルを獲得した。1600mリレーでもアンカーを任され金メダルを獲得した 200mでは5位となっている。

## 主な実績
| 年   | 大会                               | 場所                       | 種目         | 結果      | 記録      |
| ---- | ---------------------------------- | -------------------------- | ------------ | --------- | --------- |
| 2002 | 世界ジュニア陸上選手権             | キングストン(ジャマイカ)   | 200m         | 3位       | 23秒09    |
| 2002 | 世界ジュニア陸上選手権             | キングストン(ジャマイカ)   | 400m         | 2位       | 51秒49    |
| 2003 | 世界陸上選手権                     | パリ(フランス)             | 400m         | 4位（sf） | 51秒32    |
| 2003 | 世界陸上選手権                     | パリ(フランス)             | 4×400mリレー | 1位       | 3分22秒63 |
| 2004 | オリンピック                       | アテネ(ギリシャ)           | 400m         | 6位       | 50秒19    |
| 2004 | オリンピック                       | アテネ(ギリシャ)           | 4×400mリレー | 1位       | 3分19秒01 |
| 2005 | 世界陸上選手権                     | ヘルシンキ(フィンランド)   | 400m         | 2位       | 49秒74    |
| 2005 | IAAFワールドアスレチックファイナル | モンテカルロ(モナコ)       | 400m         | 1位       | 49秒52    |
| 2006 | IAAFワールドアスレチックファイナル | シュトゥットガルト(ドイツ) | 200m         | 2位       | 22秒17    |
| 2006 | IAAFワールドアスレチックファイナル | シュトゥットガルト(ドイツ) | 400m         | 1位       | 49秒25    |
| 2006 | IAAFワールドカップ                 | アテネ(ギリシャ)           | 200m         | 1位       | 22秒23    |
| 2006 | IAAFワールドカップ                 | アテネ(ギリシャ)           | 400m         | 1位       | 48秒70    |
| 2007 | 世界陸上選手権                     | 大阪(日本)                 | 200m         | 5位       | 22秒70    |
| 2007 | 世界陸上選手権                     | 大阪(日本)                 | 4×400mリレー | 1位       | 3分18秒55 |
| 2007 | IAAFワールドアスレチックファイナル | シュトゥットガルト(ドイツ) | 400m         | 1位       | 49秒27    |
| 2008 | オリンピック                       | 北京(中国)                 | 400m         | 3位       | 49秒93    |
| 2008 | オリンピック                       | 北京(中国)                 | 4×400mリレー | 1位       | 3分18秒54 |
| 2008 | IAAFワールドアスレチックファイナル | シュトゥットガルト(ドイツ) | 200m         | 1位       | 22秒50    |
| 2008 | IAAFワールドアスレチックファイナル | シュトゥットガルト(ドイツ) | 400m         | 1位       | 50秒41    |
| 2009 | 世界陸上選手権                     | ベルリン(ドイツ)           | 400m         | 1位       | 49秒00    |
| 2009 | 世界陸上選手権                     | ベルリン(ドイツ)           | 4×400mリレー | 1位       | 3分17秒83 |
| 2009 | IAAFワールドアスレチックファイナル | テッサロニキ(ギリシャ)     | 200m         | 2位       | 22秒29    |
| 2009 | IAAFワールドアスレチックファイナル | テッサロニキ(ギリシャ)     | 400m         | 1位       | 49秒95    |
| 2011 | 世界陸上選手権                     | テグ(韓国)                 | 400m         | 7位       | 51秒32    |
| 2011 | 世界陸上選手権                     | テグ(韓国)                 | 4×400m       | 1位       | 3分17秒83 |
| 2012 | オリンピック                       | ロンドン(イギリス)         | 400m         | 1位       | 49秒55    |
| 2012 | オリンピック                       | ロンドン(イギリス)         | 4×400m       | 1位       | 3分16秒87 |

- sfは準決勝